# Staw (gromada w powiecie chełmskim)
Staw – dawna gromada, czyli najmniejsza jednostka podziału terytorialnego Polskiej Rzeczypospolitej Ludowej w latach 1954–1972.
Gromady, z gromadzkimi radami narodowymi (GRN) jako organami władzy najniższego stopnia na wsi, funkcjonowały od reformy reorganizującej administrację wiejską przeprowadzonej jesienią 1954 do momentu ich zniesienia z dniem 1 stycznia 1973, tym samym wypierając organizację gminną w latach 1954–1972.
Gromadę Staw z siedzibą GRN w Stawie utworzono – jako jedną z 8759 gromad na obszarze Polski – w powiecie chełmskim w woj. lubelskim na mocy uchwały nr 7 WRN w Lublinie z dnia 5 października 1954. W skład jednostki weszły obszary dotychczasowych gromad Korbonosza wieś, Krobonosza kol., Ochoża kol., Ochoża wieś, Staw wieś i Staw kol. ze zniesionej gminy Staw w tymże powiecie. Dla gromady ustalono 15 członków gromadzkiej rady narodowej.
1 stycznia 1958 do gromady Staw włączono obszar zniesionej gromady Horodyszcze oraz kolonię Ochoża-Pniaki ze zniesionej gromady Kamienna Góra w tymże powiecie.
1 stycznia 1960 do gromady Staw włączono Czułczyce wieś, Czułczyce kol., Karczemne Czułczyce osadę, kol. Czułczyce II, Czułczyce Jagodne kol., Wólka Czułczycka wieś i gajówkę, Przysiółek wieś, Czułczyce os. kościelną oraz Zarzecze wieś i gajówkę ze zniesionej gromady Czułczyce w tymże powiecie.
1 stycznia 1965 z gromady Staw wyłączono wieś i gajówkę Wólka Czułczycka, włączając je do gromady Okszów w tymże powiecie.
Gromada przetrwała do końca 1972 roku, czyli do kolejnej reformy gminnej.